# Roncus bauk
Roncus bauk är en spindeldjursart som beskrevs av Bozidar P.M. Curcic 1991. Roncus bauk ingår i släktet Roncus och familjen helplåtklokrypare. Inga underarter finns listade i Catalogue of Life.